# 沃特曼鎮區 (愛荷華州奧布賴恩縣)
沃特曼鎮區（英語：Waterman Township）是位於美國愛荷華州奧布賴恩縣的一個行政鎮區。

## 地方資料
根據2010年美國人口普查的數據，沃特曼鎮區的面積為91.21平方千米，當中陸地面積為91.04平方千米，而水域面積為0.17平方千米。當地共有人口753人，而人口密度為每平方千米8.26人。